# Kirche Hilbersdorf (Thüringen)

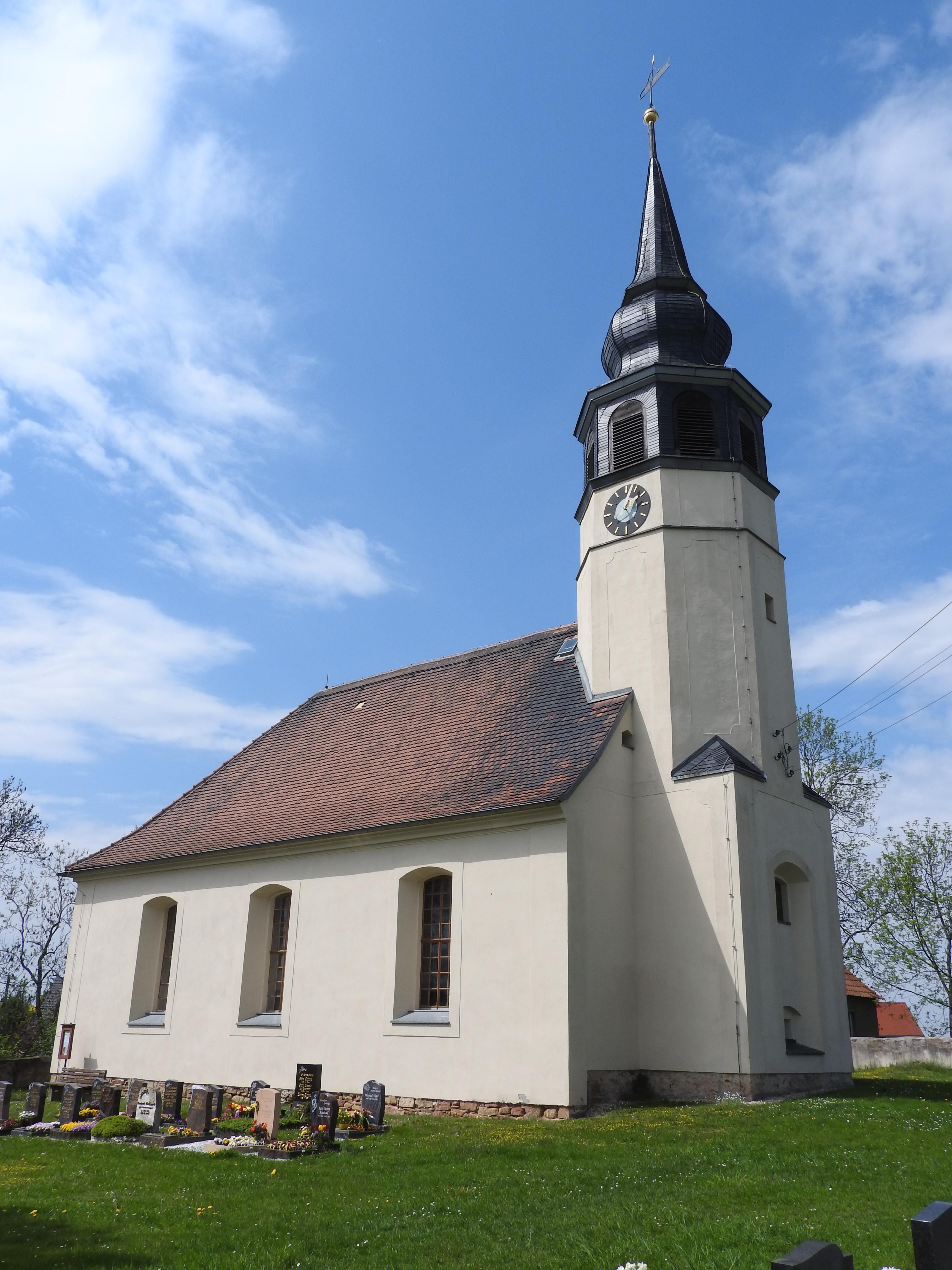
Kirche Hilbersdorf

Die evangelisch-lutherische Kirche Hilbersdorf steht in der Gemeinde Hilbersdorf im thüringischen Landkreis Greiz. Die Kirchengemeinde Hilbersdorf gehört zur Pfarrei Wünschendorf-Endschütz im Kirchenkreis Gera der Evangelischen Kirche in Mitteldeutschland.

## Beschreibung
Die Saalkirche ist im Kern mittelalterlichen Ursprungs. Das heutige äußere und innere Erscheinungsbild der Kirche wird vom letzten Umbau im Jahr 1742 bestimmt. Eine entsprechende Bezeichnung findet sich über dem Portal im Westen. Das Langhaus ist mit einem abgewalmten Satteldach aus Biberschwänzen bedeckt. Über dem eingezogenen, quadratischen Chor erhebt sich der achteckige Chorturm, der als Zwiebelturm gestaltet ist. In seinem obersten Geschoss steht der Glockenstuhl. Im Innenraum ist der Chorbogen jetzt vermauert. Der Standort des Altars liegt im östlichen Drittel des Kirchenschiffs. Er wird durch Querteilung der Decke mit Vouten und breiten Fensternischen hervorgehoben. Das Kirchenschiff hat Emporen an drei Seiten. Die Kirchenausstattung aus dem 18. Jahrhundert ist, vom Kanzelaltar abgesehen, bescheiden.
Anlässlich des Lutherjubiläums 1883 wurden zwei Historienmalereien mit Szenen aus seinem Leben angeschafft. Sie stammen von M. Hündemann und Leonhard Gey. Außerdem wurden zwei Nachbildungen zeitgenössischer Porträtmalerei von Luther und Melanchton erworben.
Die Orgel mit 9 Registern, verteilt auf 2 Manuale und Pedal, wurde 1886 von Adam Eifert gebaut.